# Ин кая
„Скалното светилище Ин кая“ (в превод от Турски – „синята скала“) се намира на 4 km източно от с. Врата (по пътя за с.Три могили).

## Датиране
Светилището е регистрирано при обход в местността Синята скала (Ин кая) от българския археолог доц. д-р Иван Христов през 2004 г.

## Описание и особености
Ин кая представлява висок около 6 m скален масив, доминиращ в района на т. нар. Тополовски проход. На върха на скалата се наблюдават четири скални ями с кръгла форма
(диаметър около 0,30 m), служели вероятно за поставяне на дървена конструкция, която е затваряла голям естествен отвор в скалата. В посочената местност на различни нива е откриваната фрагментирана тракийска керамика. Археологически разкопки на обекта не са провеждани, но цялостният вид скалата подсказва култовият характер на мястото.
Приема се, че дългият вододелен рид, който свързва родопските върхове Къз кая, Ин кая, Турската куля, Грачогидик, Акватепе, Ялварник, Крива чука и Момчил съвпада с маршрута, описан при очертаването на пътя на Александър Македонски по време на похода му срещу траките. Според доц. Христов, се касае по-скоро за пътно разклонение на главния път, по който преминава македонският владетел при своя поход срещу тракийските племена през 335 г. пр. Хр.
Всички гореспоменати обекти попадат в обособен микрорайон, чийто култов център вероятно е било светилището Беланташ. Към цялостната поселищна картина в тази част на планината попада и регистрираното тракийско селище в м. Чотрова махала, няколко еднично разположени надгробни могили и пещерата „Топчика“, разположена в долината на р.Сушица, за която Мечислав Домарадски допуска да е използвана и за култови нужди.
Светилищата в тази част на планината попадат в район, който попада границата между две етнически територии. Едната територия обхваща Източните Родопи, а другата – „по-високите“ части на планината, която в писмените извори се свързва с етнонима на племената Сатри и Беси.
Според доц.Христов на практика при светилищата от рида Дърбаш се забелязват няколко нива на почитане на скалата. Първото ниво е т.нар. „долна“ култова площадка в подножието на скалите. Следва преход към „високата“ част на скалите – „възкачване“ по изсечени стъпала, какъвто е случаят при Караджов камък, Ин кая и Хайдут кая. Следват малки скални изсичания, дело на човешка ръка, и по-големи естествени
скални ями, запълнени с дарове.